# Aspettando il tuo sì
Aspettando il tuo sì (Before You Say I Do) è un film tv americano del 2009, diretto da Paul Fox.

## Trama
George Murray, un pubblicitario, sta per sposare Jane Gardner.
Lei, però, è rimasta traumatizzata dalla fine del suo precedente matrimonio con Doug ed è piena di dubbi, tanto da mettere a rischio le nozze. Questo spinge George a desiderare di averla potuta conoscere prima che lei si sposasse per la prima volta con il suo ex marito Doug, rivelatosi essere un bugiardo traditore.
Finito il lavoro ha un brutto incidente stradale; al risveglio il suo desiderio è avverato e lui si trova 10 anni indietro nel tempo, a tre giorni dal primo matrimonio di Jane.
George si fa quindi assumere da Jane e fa di tutto per farla innamorare e farle capire che Doug la tradisce.
Doug, intuito il pericolo, con uno stratagemma riesce a far arrestare George. Quest'ultimo, nonostante sia in stato di fermo, riesce a convincere Jane, rivelando un dettaglio del matrimonio che lui conosceva.
Il matrimonio salta e George e Jane possono vivere felici insieme.